# 丰林县
丰林县是中华人民共和国黑龙江省伊春市下辖的一个县。縣人民政府駐新青鎮光明大街1號。
丰林县成立于2019年伊春市行政区划大调整期间。原新青区、红星区、五营区撤销，以三个区的行政区域设立丰林县。

## 行政区划
丰林县下辖3个镇：
新青镇、红星镇、五营镇、五营林业局、红星林业局和新青林业局。

## 人口
根據第七次人口普查數據，截至2020年11月1日零時，豐林縣常住人口為62214人。

## 特产
五营都柿果酒、红星蕨菜：中国地理标志产品。